# Пам'ятки історії та культури України. Каталог-довідник
Пам'ятки історії та культури України. Каталог-довідник — дослідницький і видавничий проект з підготовки та видання каталога-довідника пам'яток історії та культури України, що здійснюється в рамках підготовки Зводу пам'яток історії та культури України.

## Загальна інформація
У підготовці видання беруть участь:
- Інститут історії України НАН України
- Українське товариство охорони пам'яток історії та культури
- Центр пам'яткознавства НАН України і УТОПІК

Редакційна колегія проекту:
Горбик В. О., Пархоменко М. Т., Титова О. М., Толочко П. П., Тронько П. Т., Смолій В. А.

## Видання каталогу

### Зошит 1
Робочий зошит № 1 вийшов друком в місті Київ у 2005.

### Зошит 2
Робочий зошит № 2 вийшов друком в місті Київ у 2007.
Бібліографічна довідка:
Пам'ятки історії та культури України: Каталог-довідник. Зошит 2: Каталог-довідник
пам'яток історії та культури України: м. Київ / Горбик В. О. (кер. автор. колект.), Гаврилюк Л. О., Денисенко Г. Г., Катаргіна Т. І., Титова О. М., Пархоменко М. Т., Федорова Л. Д., Чешко В. М. — Київ, 2007. — 277 сторінок. ISBN 978-966-8999-05-5
Робочий зошит № 2 містить довідникові матеріали щодо об'єктів культурної спадщини м. Києва — як узятих на сьогодні на державний облік, так і щойновиявлених.
Видання впорядковане за адміністративно-територіальним принципом.
Редакційна колегія Зошиту 2:
Денисенко Г. Г., Катаргіна Т. І., Федорова Л. Д., Чешко В. М. 
Рецензенти:
- Даниленко В. М., член-кореспондент НАН України, доктор історичних наук
- Лисенко О. Є., доктор історичних наук

Рекомендовано до друку:
- Вченою радою Інституту історії України НАН України (протокол № 4 від 19 червня 2007 р.),
- Вченою радою Центру пам'яткознавства НАН України та УТОПІК (протокол № 4 від 19 червня 2007 р.)

Видано за фінансової підтримки Українського товариства охорони пам'яток історії та культури.

### Зошит 3
Пам'ятки історії та культури України: Каталог-довідник. Зошит 3: Каталог-довідник пам'яток історії та культури України: м. Севастополь / Горбик В. О. (кер. автор. колект.), Грабар О. Ю., Денисенко Г. Г., Катаргіна Т. І., Титова О. М., Шавшин В. Г. — Київ, 2008. — 78 сторінок. ISBN 978-966-8999-05-5